# Hlahol (hudební skupina)
Hlahol je česká rokenrolová kapela původem z Teplic. V této kapele hrála i většina členů skupiny Kabát a Motorband (z nejslavnější sestavy). Byla založena v roce 1984 spolužáky ze základní školy. Má za sebou pestré osudy. V roce 2019 se její sestava ustálila návratem původního baskytaristy a spoluzakladatele skupiny. 

## Historie

### Začátky a první rozpad (1984–1987)
Skupinu založila parta spolužáků v osmé třídě a původně se jmenovala Black Out. Byla založena v roce 1984 Milošem „Mumli“ Levkem (bicí), Milanem „Jun“ Kordou (zpěv a kytara) a Tomáš „James“ Jarolím na basu ještě spolu s Pavlem Novakovským na druhou kytaru, který však záhy odchází a na jeho místo nastupuje Milan Špalek z Kabátu. V roce 1985 Jarolím kapelu opouští (jde do Motorbandu) a na jeho místo nastupuje Milan Špalek jemuž členové odešli na vojnu. Ten kapele dává definitivní název – Hlahol. Špalek opouští kapelu ještě během roku.
Pro rok 1986 se mění sestava – Korda mění kytaru za basu, kytaru do rukou bere nový kytarista Martin Křivka a k němu se přidává na druhou kytaru Josef Vojtek.
Mumli je na jaře roku 1987 nahrazen Danielem „Hafo“ Hafsteinem. Hafstein z kapely odchází v závěru roku aby se Také připojil k Motorbandu, s ním i Vojtek který míří zpívat ke Kabátu. Skupina přerušuje činnost.
Kapela v tomto období je inspirována skupinami jako Motörhead, Judas Priest či němečtí Accept.

### Návrat (1988–1989)
Na začátku roku 1988 v sestavě Mumli (bicí), Korda (zpěv + basa) a kytaristy tvoří Ota Váňa, toho později doplňuje kytarista z Krupky Karel Steiniger. Po odchodu Váňi se do kapely vrací zpět Křivka, nicméně do konce roku 1989 kapela znovu ukončuje činnost.
Toto období hraje kapela v inspiraci Thrash metalem – kapelami jako Slayer, Metallica či Anthrax.

### Druhý návrat a změna stylu (1991–1999)
V roce 1991 Hlahol oživuje už jen Korda. Ten si do kapely bere Milana Ileše na post kytaristy, ten přináší prvky rock n rollu ve stylu AC/DC. Zbytek bandu tvoří Pavel Hradil (bicí), Petr Záhorčák (sólo kytara). V této době se ustaluje zvuk kapely jaký známe dodnes. V roce 1993 dochází k dalším změnám – Záhorčák odchází do kapely Scandall, Hradila za bicím střídá Honza Brand. Záhorčákovo místo zaujímá Lubor „Lowr“ Ileš (ex Mewa, Uruguay Cavallery), bratr Milana. 
Další změny přicházejí v roce 1995 – kapelu opouští sám Milan Korda. Basu přebírá Dan Trojánek a zpěv Martin Koláčný. Hlahol tak poprvé hraje v pětičlenné sestavě. Branda střídá další bubeník – Radek Šikl. V této sestavě kapela drží do roku 1997.
V roce 1997 se kapela vydává do Žirovnice do studia k Milošovi DODO Doležalovi aby nahráli demo Břichem vzad. Následně kapelu opouští kapelu Lubor Ileš – a střídá jej boss Motorbandu Libor Matejčík, tomu Hlahol dá energii a chuť oživit Motorband.
V roce 1999 se znovu kapitola kapely Hlahol uzavírá, tentokrát na dlouhých 9 let.

### Reunion (2008–2018)
Milan Korda se v roce 2008 rozhodl kapelu znovu dát dohromady. Spojil se s oběma bratry Ilešovými a doplnil je bubeníkem Milanem „Fugasem“ Krbcem (ex Generace – Motorband). Sám se chopil zpěvu a baskytary.
Na jaře roku 2009 bylo na seznamu 14 skladeb. Zvuk se nemění takže Motorhead+AC/DC. V roce 2011 z kapely odchází Fugas ze zdravotních důvodů, ale vrací se do kapely jeden z hrdinů doby minulé – Daniel „Hafo“ Haftstein. 
Další změna když ke konci roku 2018 Milan Korda končí s basou – střídá jej spoluzakladatel kapely, ztracený syn Tomáš „James“ Jarolím.

### Vydání alba (2018–současnost)
V roce 2019 vyrazila na turné se skladbami z nové desky Buď zdráv a pozdravuj se! natočeném ve spolupráci s Milanem Cimfem ve studiu SONO Records.

## Diskografie
- Břichem vzad (demo, 1997)
- Hlahol (demo, 2009)
- Sveřepina (2011)
- Neserzem (2014)
- DVD Koncert Hlahol 30 Let (2014)
- Buď zdráv a pozdravuj se! (2018)

## Členové

### Současní
- Milan Korda – zpěv (1984–1987, 1988–1989, 1991–1995, 2008–?), kytary (1984–1985), baskytara (1985–1987, 1988–1989, 1991–1995, 2008–2018)
- Lubor Ileš – sólo kytara, zpěv (1993–1997, 2008–?)
- Milan Ileš – rytmická kytara, zpěv (1991–1999, 2008–?)
- Tomáš Jarolím – baskytara (1984–1985, 2018–?)
- Daniel Hafstein – bicí, zpěv (1987, 2011–?)

### Bývalí
- Josef Vojtek – kytara (1986–1987)
- Ota Váňa – kytara (1988–1989)
- Karel Steiniger – kytara (1988–1989)
- Miloš Levek – bicí (1984–1987, 1988–1989)
- Petr Záhorčák – kytara (1991–1993)
- Pavel Hradil – bicí (1991–1993)
- Honza Brand – bicí (1993–1995)
- Martin Koláčný – zpěv (1995–1999)
- Radek Šikl – bicí (1995–1999)
- Libor Matejčik – kytara (1997–1999)